# Jean Roche (acteur)
Pour les articles homonymes, voir Jean Roche (homonymie) et Roche (homonymie).
Ne doit pas être confondu avec Jean Rochefort.
 (septembre 2023).
Jean Roche, né le 9 novembre 1937 à Beaujeu, dans le Rhône, et mort le 30 août 2023 à Paris 15e, dans la Seine, est un acteur, directeur artistique et adaptateur français,.
Il a ainsi assuré la direction artistique du doublage de nombreuses séries pour la société Synchro-France.

## Biographie

### Jeunesse & débuts
Jean Raymond Roche est né le 9 novembre 1937 à Beaujeu, (Rhône).

### Mort
Il meurt le 30 août 2023 à Paris 15e, à l'âge de 85 ans.

## Théâtre
- 1967 : Adorable Julia de Marc-Gilbert Sauvajon d'après Somerset Maugham, mise en scène Jean-Laurent Cochet, Théâtre des Célestins, tournées Herbert-Karsenty
- 1967 : L'Amour au théâtre composé de Rupture d'André Roussin, À la nuit la nuit de François Billetdoux, mises en scène Jacques-Henri Duval, Théâtre Saint-Georges, Théâtre des Célestins
- 1969 : Macbeth de William Shakespeare, mise en scène Jean Meyer, Théâtre des Célestins

## Filmographie

### Cinéma
- 1964 : Hardi ! Pardaillan de Bernard Borderie
- 1973 : Prenez la queue comme tout le monde de Jean-François Davy : Xavier
- 1974 : Q (Au plaisir des dames) de Jean-François Davy : Xavier
- 1975 : C'est pas parce qu'on a rien à dire qu'il faut fermer sa gueule de Jacques Besnard
- 1975 : Les Liaisons perverses de Jean-Paul Savignac
- 1975 : La chatte sur un doigt brûlant de Cyrille Chardon : Hector Franbourgeois jeune
- 1975 : Infidélités de Jean-François Davy : Thierry
- 1975 : Les Mille et une perversions de Felicia de Max Pécas : Paul
- 1976 : Et si tu n'en veux pas de Jacques Besnard : Julien
- 1976 : Comme une femme de Christian Dura : Guy
- 1976 : Les Pornocrates de Jean-François Davy : lui-même

### Télévision
- 1965 : Morgane ou Le Prétendant d'Alain Boudet

## Doublage
Les dates inscrites en italique correspondent aux sorties initiales des films dont Jean Roche a assuré le redoublage.

### Cinéma

#### Films
- Johnny Weissmuller dans : (les redoublages de 1975)
  - Tarzan, l'homme singe (1932) : Tarzan
  - Tarzan et sa compagne (1934) : Tarzan
  - Tarzan s'évade (1936) : Tarzan
  - Tarzan trouve un fils (1939) : Tarzan
  - Le Trésor de Tarzan (1941) : Tarzan
  - Les Aventures de Tarzan à New York (1941) : Tarzan
- Billy Dee Williams dans :
  - L'Empire contre-attaque (1980) : Lando Calrissian
  - Le Retour du Jedi (1983) : Lando Calrissian
  - Un homme à femmes (2000) : Lester
  - Fanboys (2009) : le juge Reinhold
- Tom Skerritt dans :
  - La Pluie du diable (1975) : Tom Preston
  - Alien, le huitième passager (1979) : Capitaine A.J. Dallas
- Garrick Hagon dans :
  - La Guerre des étoiles (1977) : Biggs Darklighter
  - Ninja (2009) : Professeur Garrison[3]
- Edward Fox dans :
  - Le Grand Sommeil (1978) : Joe Brody
  - Jamais plus jamais (1983) : « M »

Mais aussi :
- 1937 : Rue sans issue : le concierge (Ward Bond)
- 1942 : Le Cygne noir : Jamie Waring (Tyrone Power)
- 1946[4] : Jusqu'à la fin des temps : William J. Tabeshaw (Robert Mitchum)
- 1947 : Honni soit qui mal y pense : Dudley (Cary Grant)
- 1964 : Le Pain des jeunes années : Walter Fendrich (Christian Doermer)
- 1970 : La Vallée des plaisirs : l'animateur TV (Gordon Wescourt)
- 1971 : On continue à l'appeler Trinita : le shérif (Enzo Tarascio) (1er doublage)
- 1973 : Papillon : l'agent de classification (Jack Denbo)
- 1973 : Police Puissance 7 : un journaliste[Qui ?]
- 1973 : Les Anges mangent aussi des fayots : voix infos à la radio[Qui ?]
- 1973 : La Maison des damnés : Hanley (Peter Bowles)
- 1974 : Dix Petits Nègres : U.N. Owen (Orson Welles)
- 1975 : Les Trois Jours du Condor : Martin (Patrick Gorman)
- 1975 : Trinita, nous voilà ! : Angel (Antonio Cantafora)
- 1975 : Les Aventuriers du Lucky Lady : un jeune automobiliste[Qui ?] / un constructeur de bateaux[Qui ?]
- 1976 : La Malédiction : Keith Jennings, le photographe (David Warner)
- 1976 : Marathon Man : un joggeur (Treat Williams)
- 1976 : La Grande Bagarre : Romanelo da Forli (Franco Agostini)
- 1976 : Nickelodeon : Franklin Frank (John Ritter)
- 1976 : Embryo : Frank Riley (Roddy McDowall) et Dr Jim Winston (Jack Colvin)
- 1976 : Sherlock Holmes attaque l'Orient-Express : Sherlock Holmes (Nicol Williamson)
- 1976 : Week-end sauvage : Dr Harry Blatt (Chuck Shamata)
- 1977 : La Guerre des étoiles : le mécanicien du X-Wing de Luke (Shane Rimmer)
- 1977 : On m'appelle Dollars : Guido Falcone (Terence Hill)
- 1977 : Mannaja, l'homme à la hache : Mannaja (Maurizio Merli)
- 1977 : MacArthur, le général rebelle : le colonel LeGrande A. Diller (Allan Miller (en))
- 1977 : Le Commando des tigres noirs : Conrad Morgan (James Franciscus)
- 1977 : Le Cercle infernal : Magnus Lofting (Keir Dullea)
- 1978 : Mort sur le Nil : Simon Doyle (Simon MacCorkindale)
- 1978 : Le ciel peut attendre : le journaliste dans les vestiaires[Qui ?]
- 1978 : L'Ouragan vient de Navarone : Lieutenant Reynolds (Angus MacInnes)
- 1978 : Magic : Corky Withers (Anthony Hopkins)
- 1978 : Damien : La Malédiction 2 : Dr Charles Warren (Nicholas Pryor)
- 1978 : Mon nom est Bulldozer : l'autre homme braqué[Qui ?]
- 1978 : Furie : un agent du gouvernement[Qui ?]
- 1978 : Ces garçons qui venaient du Brésil : Professeur Bruckner (Bruno Ganz)
- 1978 : Bermudes : Triangle de l'enfer : Ricardo Montoya (Máximo Valverde)
- 1979 : Starcrash : Le Choc des étoiles : Akton (Marjoe Gortner)
- 1979 : Le Shérif et les Extra-terrestres : le militaire contrôlant l'identité de Hall[Qui ?]
- 1979 : Ashanti : le capitaine Bradford (Johnny Sekka)
- 1979 : L'Homme en colère : le policier montrant les diapositives[Qui ?]
- 1980 : Fame : Brad Majors (Barry Bostwick) (extrait de The Rocky Horror Picture Show)
- 1980[5] : Les Dieux sont tombés sur la tête : le révérend (Jamie Uys)
- 1980 : Kagemusha, l'ombre du guerrier : Nobunaga Oda (Daisuke Ryū)
- 1980 : Brubaker : Dr Campbell (Harry Groener)
- 1980 : Mr. Patman : Dr Turley (Michael Kirby)
- 1980 : Y a-t-il un pilote dans l'avion ? : Gunderson (Jonathan Banks)
- 1980 : Shining : le 1er garde-forestier (David Baxt)
- 1980 : Ça va cogner : Biceps (Lance Gordon)
- 1980 : Tu fais pas le poids, shérif ! : Terry Bradshaw (1er doublage)
- 1980 : Garçonne : le professeur (David Ackridge)
- 1980 : Héros ou Salopards : le capitaine Alfred Taylor (John Waters) et le narrateur
- 1981 : Le Chat noir : Inspecteur Gorley (David Warbeck)
- 1981 : Les Chariots de feu : Sandy McGrath (Struan Rodger)
- 1981 : La Fièvre au corps : Peter Lowenstein (Ted Danson)
- 1981 : Blow Out : Frank Donahue (Curt May)
- 1981 : Outland : voix traduisant les messages informatiques
- 1981 : Gallipoli : Barney (Tim McKenzie)
- 1981 : La Mort au large : le maire William Wells (Joshua Sinclair)
- 1981 : Réincarnations : Ron (Dennis Redfield)
- 1981 : Piranha 2 : Les Tueurs volants : Aaron (Aston S. Young) et Leo Bell (Albert Sanders)
- 1981 : Chasse à mort : Hank Tucker, alias "Le Pilote" (Scott Hylands)
- 1982 : Blade Runner: Dave Holden (Morgan Paull)
- 1982 : Meurtre au soleil : Patrick Redfern (Nicholas Clay)
- 1982 : Class 1984 : Andrew Norris (Perry King)
- 1982 : Porky's : l'animateur (Don Daynard)
- 1982 : 48 heures : Luther Kelly (David Patrick Kelly)
- 1982 : Ténèbres : Bullmer (John Saxon)
- 1982 : La Féline : Bronte Judson (John Larroquette)
- 1983 : À bout de souffle, made in USA : voix off à la radio
- 1983 : Tonnerre de feu : Alf Hewitt (James Murtaugh)
- 1984 : L'Histoire sans fin : le père de Bastien (Gerald McRaney)
- 1984 : Greystoke, la légende de Tarzan : Buller, l'aubergiste (David Suchet)
- 1984 : Gremlins : Lew Landers, le reporter TV (Jim McKrell)
- 1984 : La Déchirure : le consul américain (Spalding Gray)
- 1984 : L'Épée du vaillant : Humphrey (Leigh Lawson)
- 1984 : La Route des Indes : Amritrao (Roshan Seth)
- 1985 : Retour vers le futur : voix à la radio avant le bal des sirènes
- 1985 : Ouragan sur l'eau plate : Charlesworth (Alan Shearman)
- 1987 : Over the Top : Le Bras de fer : le prêtre (James Mendenhall)
- 1990 : Présumé Innocent : Sandy Stern (Raúl Juliá)
- 1990 : Total Recall : le capitaine accueillant Richter[Qui ?]
- 1992 : Maris et Femmes : le père de Rain (Brian McConnachie)
- 1996 : Mother : l'avocat (Paul Collins)
- 1999 : Payback : Haskell (David Tweet)
- 1999 : Big Daddy : Lenny Koufax (Joseph Bologna)
- 2000 : L'Enfer du devoir : juge E. Warner (Richard McGonagle)

#### Films d'animation
- 1978 : La Folle Escapade : Noisette (1er doublage)
- 1984 : Les Muppets à Manhattan : le patron de la parfumerie[Qui ?]

### Télévision

#### Téléfilms
- Charles Shaughnessy dans :
  - Chasseurs de vampire : Dimitri Denatos
  - Noël au Far West : Alex Weaver
  - Un goût de romance : le critique gastronomique
  - Un million de raisons : Doyle Duncan
- 1972[6] : Un dangereux rendez-vous : Doug 'Mitch' Mitchell (Robert Reed)
- 1975 : The Kansas City Massacre : voix secondaires
- 1976 : Sherlock Holmes à New York : Sherlock Holmes (Roger Moore)
- 1977 : The Possessed : Paul Winjam (Harrison Ford)
- 1984 : L'Héritage fatal : Curt Taylor (David Hasselhoff)
- 2004 : Mort sur le Nil : Andrew Pennington (David Soul)

#### Séries télévisées
- Charles Shaughnessy dans :
  - Des jours et des vies (1984-2013) : Shane Donovan
  - Une nounou d'enfer (1993-1999) : Maxwell Sheffield
  - Du côté de chez Fran (2005-2006) : Ted Reeves
  - New York, unité spéciale (2006) : Martin Trenway (saison 8, épisode 3)
  - Stargate SG-1 : Alec Colson (saison 8, épisode 8)
  -  Victorious : Mason Thornesmith
  -  Castle : Nigel Wyndham (saison 4, épisode 20)
- 24 heures chrono : Don Ashton (Denis Arndt)
- American Gothic : le shérif-adjoint Ben Healy (Nick Searcy)
- Battlestar Galactica (série télévisée) : Caporal Venner (Chris Shield)
- Beverly Hills 90210 : Roy Randolphe (Jason Carter)
- Boston Justice : Kurt Loomis (Anthony John Denison) (épisode 2.17)
- Code Quantum : Joe Basch (James Sutorius) (épisode 2.07)
- Columbo :
  - Leland St. John (Ian McShane) (Saison 9, épisode 4 : L'enterrement de Madame Columbo)
  - Loren Jefferson (Stack Pierce (en)) (Saison 11, épisode 2 : À chacun son heure)
  - Mr. Hacker (Michael Gregory) (Saison 12, épisode 1 : Un seul suffira...)
  - Irving Krutch (Ed Begley Jr) (Saison 13, épisode 3 : Columbo change de peau)
  - Findlay Crawford (Billy Connolly) (Saison 17, Épisode 4 : Meurtre en musique)
- Dallas : Steven « Dusty » Farlow (Jared Martin)
- Dynastie : Farnsworth « Dex » Dexter (Michael Nader)
- Greg the Bunny : Jack Mars (Bob Gunton)
- GSG9 : Missions Spéciales : Thomas Anhoff (André Hennicke)
- Hercule Poirot :
  - Capitaine Arthur Hastings (Hugh Fraser) (1989-2012)
  - Desmond Lee-Wortley (Nigel Le Vaillant (en)) (1991, épisode Christmas Pudding)
  - Mr Seddon, le notaire (Geoffrey Beevers (en)) (2003, épisode Je ne suis pas coupable)
  - Geoffrey Raymond (Nigel Cooke) (2000, saison 7 : épisode Le Meurtre de Roger Ackroyd)
- Inspecteur Barnaby : 
  - Wesley (Peter-Hugo Daly (en)) (S07E05 : 'La légende du lac')
  - Peter Baxter (Ray Lonnen (en)) (S10E03 : 'La chasse au trésor')
- Inspecteur Derrick :
  - Heller (Gerhart Lippert (de)) - ép. 5 : Un mort sur la voie ferrée - 1975
  - Le docteur (Walter Gnilka) - ép. 32 : Une nuit d'octobre - 1977
  - Ewald Bienert (Stefan Behrens (de)) - ép. 58 : Tandem - 1979
  - Wolfgang Horn (Rolf Becker) - ép. 59 : Lena - 1979
  - Hans Machnow (Eckhard Heise (de)) - ép. 68 : Une très vieille chanson - 1980
  - Gerhard Wesenbrink (Peter Dirschauer (de)) - ép. 73 : La tentative - 1980
  - Martin Schlehdorn (Gerd Baltus (de)) - ép. 86 : Pourcentages - 1981
  - Bonna (Rolf Becker) - ép. 89 : L'heure du crime - 1981
  - Schinkel (Robert Atzorn) - ép. 95 : L'alibi - 1982
  - Rudolf Hauser (Pierre Franckh) - ép. 113 : Sacrifice inutile - 1984
  - Manfred Richter (Edwin Noël) - ép. 120 : La vie secrète de Richter - 1984
  - Kurt Eger (Andreas Seyferth (de)) - ép. 125 : Les enfants de Rasko - 1985
  - Roland Marks (Hans-Georg Panczak (de)) - ép. 126 : Bavure - 1985
  - Hassel (Robert Meyer (de)) - ép. 136 : Une longue journée - 1986
  - Koby (Tommi Piper (de)) - ép. 140 : Carmen - 1986
  - Le procureur Krohn (Claus Ringer (de)) - ép. 148 : Angoisse - 1987
  - Albert Rolfs (Thomas Fritsch) - ép. 186 : L'expulsion - 1990
  - Harold Kubeck (Peter Sattmann)- ép. 189 : Lissy - 1990
  - Carl Runold (Gerd Anthoff (de)) - ép. 195 : Renata - 1991
  - Jürgen Soost (Will Danin (de)) - ép. 199 : Le cercle infernal - 1991
  - Le garçon d'étage (Michael Boettge (de)) - ép. 201 : Un mort sans importance - 1991
  - Marder (Torsten Münchow (de)) / Langer (Nikolaus Neureiter)  - ép. 202 : Des vies bouleversées - 1991
  - Luckner (Christian Kohlund) - ép. 203 : La fin d'un beau roman - 1991
  - Ralf Wells (Will Danin (de)) - ép. 216 : Le monde de Billie - 1992
  - Maître Lohst (Will Danin (de)) - ép. 218 : Une seconde vie - 1992
  - Luis Röder (Hans-Georg Panczak (de)) - ép. 220 : Soif de vérité - 1993
  - Professeur Rußknecht (Peter Fricke (de)) - ép. 221 : La valse lente - 1993
  - Rudolf Manauer (Gerd Anthoff (de)) / le médecin du centre de désintoxication (Günter Clemens (de))  - ép. 227 : Séance de nuit - 1993
  - Adi Mahler (Michael Zittel (de)) - ép. 229 : La cabane au bord du lac  - 1993
  - Hans Ratinger (Hans-Georg Panczak (de)) - ép. 230 : Un objet de désir - 1993
  - Gerhard Meissner (Hans-Georg Panczak (de)) - ép. 232 : La peur au ventre - 1993
  - Hans Nolte (Will Danin (de)) - ép. 240 : Le naufrage - 1994
  - Henry Kostloff (Gerd Anthoff (de)) - ép. 249 : Tuer ce que l'on aime - 1995
  - Arnold Bertram (Wolf Roth) - ép. 250 : Le don de soi - 1995
  - Albert Soderer (Peter Bertram) - ép. 261 : La chambre vide - 1996
- Jack, le vengeur masqué : Gouverneur Croque (Stuart Devenie)
- L'Agence tous risques (1986 ) : le colonel Sieu (George Cheung) (saison 4, épisode 23) et le pilote (Marcelo Tubert) (saison 5, épisode 1)
- La Planète des singes : Le major Peter Burke (James Naughton)
- Le Renard :
  - 1978 : Bernd Hartog (Joachim Ansorge (de)) (S02E05 : Boomerang)
  - 1979 : Martin Brenner (Jan Hendriks) (Saison 3)
  - 1979 : Jacob Frei (Klausjürgen Wussow), Anmacher (Sky Dumont) (S03E04 : Efficacité)
  - 1979 : Bodo Sterz (Peter Dirschauer (de)) (S03E05 : Le commanditaire)
  - 1980 : Inspecteur Meyer Zwo (Wolfgang Zerlett (de)) (S04E03 : Magdalena)
  - 1986 : Ingmar Brunner (Walter Renneisen (de)) (S10E09 : Amitié mortelle)
  - 1987 : Robert Dorr (Klaus Wildbolz (de)) (S11E11 : Jour de référence)
  - 1988 : Le journaliste TV ZDF (Peter Bertram) (S12E10 : Acquittement)
  - 1993 : Frank Gronau (Gerd Anthoff (de)) (S17E08 : Les quatre orphelins)
  - 1994 : John Boravka (Hans-Georg Panczak)  (S18E01 : La mort de Liftins)
  - 1994 : Frank Pulkau (Gerd Anthoff (de)) (S18E04 : Le tueur de la pleine lune)
  - 1994 : Frank, l'éditeur (Peter Bertram (de)) (S18E05 : Le numéro de la mort)
  - 1995 : Wolfgang Kranich (Manfred Zapatka) (S19E05 : L'arme du crime)
  - 1997 : Werner Feldmann (Will Danin (de)) (S21E06 : Deux morts, pourquoi ?)
  - 1997 : Helgo Orlak (Hans-Georg Panczak)  (S21E12 : La loge interdite)
- Les Feux de l'amour : Owen Anderson (John Prosky)
- Le Souffle de la guerre : Ted Gallard (Richard Barnes)
- M*A*S*H: Caporal Maxwell Klinger (Jamie Farr) (saisons 1 et 2)
- Meurtres en haute société : Winter (Fritz Wepper) (2007-2012)
- Modern Family : Billy Dee Williams (épisode 4.11)
- New York, police judiciaire : 
  - La voix off qui annonce le fonctionnement du système judiciaire américain à chaque début d'épisode, et qui traduit les messages entre chaque scène
  - Paul Robinette (Richard Brooks)
  - Craig Holland (David McCallum) (épisode 7.22)
- Poker d'amour à Las Vegas : Enzio Bonnatti (Michael Nader)
- Santa Barbara : Brick Wallace (Richard Eden) (1984-1993)
- Siska :
  - Le photographe (Peter Bertram) (Saison 1, ép. 3 - 1998)
  - Mario Scheuer (Gerd Anthoff (de)) (Saison 2, ép. 6 - 1999)
  - Bernd Blaas (Christian Kohlund) (Saison 2, ép. 8)
  - Milic, l'entraîneur de hockey (Marek Włodarczyk (de)) (Saison 2, ép. 12)
  - Johannes Kübler alias 'Leonardo' (Christian Kohlund) (Saison 2, ép. 13)
  - Raimund Zerbe (Michael Zittel (de)) (Saison 3, ép. 4 - 2000)
  - Paul Harkort (Christian Kohlund) (Saison 3, ép. 6)
  - Karsten Hansch (Michael Zittel (de)) (Saison 3, ép. 9)
  - Le Procureur Gerber (Hans-Jörg Assmann (de)) (Saison 4, ép. 4 - 2001)
  - Klaus Imhof (Karlheinz Hackl) (Saison 4, ép. 7)
  - Rolf Deichmann (Gerd Anthoff (de)) (Saison 4, ép. 8)
  - Manfred Reuter (Michael Zittel (de)) (Saison 5, ép. 1 - 2002)
  - La voix du commentateur TV (Saison 5, ép. 2)
  - Stöger (Hans-Jörg Panczak (de)) (Saison 5, ép. 7)
  - Rainer Westheim (Hans-Jörg Assmann (de)) (Saison 5, ép. 8)
  - Richard Voss (Michael Zittel (de)) (Saison 6, ép. 1 - 2003)
  - Arthur Henning (Will Danin (de)) (Saison 6, ép. 6)
  - Marcel Krug (Hans-Jörg Panczak (de)) (Saison 7, ép. 3 - 2004)
  - Rauch, le proxénète (Michael Zittel (de)) (Saison 7, ép. 6)
- Stargate SG-1 :
  - Major Général Trosfky (Tom Butler) (épisodes 3.01 et 3.02)
  - Colonel William Ronson (John Novak) (épisode 6.20)
- Twin Peaks : Hank Jennings (Chris Mulkey)
- Urgences (ER) : Richard Elliott (Armand Assante)
- Un cas pour deux
  - 1989 : Lutz Wendel (Gunter Berger) (Saison 9, épisode 1 : Du cyanure dans la vodka)
  - 1990 : le Commissaire Steiner (Eckart Rühl) (Saison 10, épisode 10 : Lien paternel)
  - 1991 : le Commissaire (Walter Renneisen (de)) (Saison 11, épisode 4 : La confiance d'une mère)
  - 1994 : l'Avocat général (Gunter Schoß (de)) (Saison 14, épisode 5 : Des larmes pour Bruni)
  - 1995 : l'avocat de la victime (Horst Janson) (Saison 15, épisode 7 : La classe macabre)
- V : les Visiteurs (1984/85) :
  - le père Turney (William Wellman Jr. (en)) (Saison 2, épisode 9 : Joyeux Noël)
  - Professeur Atkins (Conrad Janis) (Saison 2, épisode 17 : Traître)

#### Séries d'animation
- 1978-1979 : Tarzan, seigneur de la jungle : Tarzan
- 1979 : Goldorak : Thébé
- 1980 : Albator 78 : Roger (épisode 16, L'ilôt sacré)
- 1986-1987 : Cosmocats : Tigro et Vultureman
- 2006 : American Dad! : Harland (Saison 1, épisode 6) / voix additionnelles
- 2006-2008 : Horseland : Bienvenue au ranch ! : Scoop
- 2016 : Lego Star Wars : L'aube de la Résistance : Lando Calrissian

### Direction artistique
Télévision
- 30 Rock
- Adam Sullivan (saison 1)
- American Dad! (saison 1)
- American Gothic
- Au fil de l'enquête
- Battlestar Galactica
- Burning Zone : Menace imminente
- Les Chroniques du mystère
- Greg the Bunny
- GSG9 : Missions Spéciales
- Hercule Poirot (saisons 1 à 10)
- Jack, le vengeur masqué
- Mission sauvetages
- Sons of Anarchy (saisons 1 et 2)
- Un drôle de voleur

### Adaptations
Cinéma
- 1958 : Les Feux de l'été (co-direction avec Bernard Buchholzer)
- 1984 : L'Histoire sans fin[7]
- 1984 : Gremlins[7]
- 1985 : Ouragan sur l'eau plate[7]
- 1987 : La Folle Histoire de l'espace[7]

Télévision
- Au fil de l'enquête
- Battlestar Galactica
- Sons of Anarchy
- Une mère sans défense[3]